# NAD Electronics
NAD Electronics, kurz NAD, ist ein 1972 gegründeter, ehemals britischer Hersteller mittel- bis hochpreisiger Hi-Fi-Geräte, der seit 1999 zur kanadischen Lenbrook-Gruppe gehört. NAD ist ein Akronym für den selbst gestellten Anspruch, eine „New Acoustic Dimension“, also eine neue akustische Dimension erschließen zu wollen.

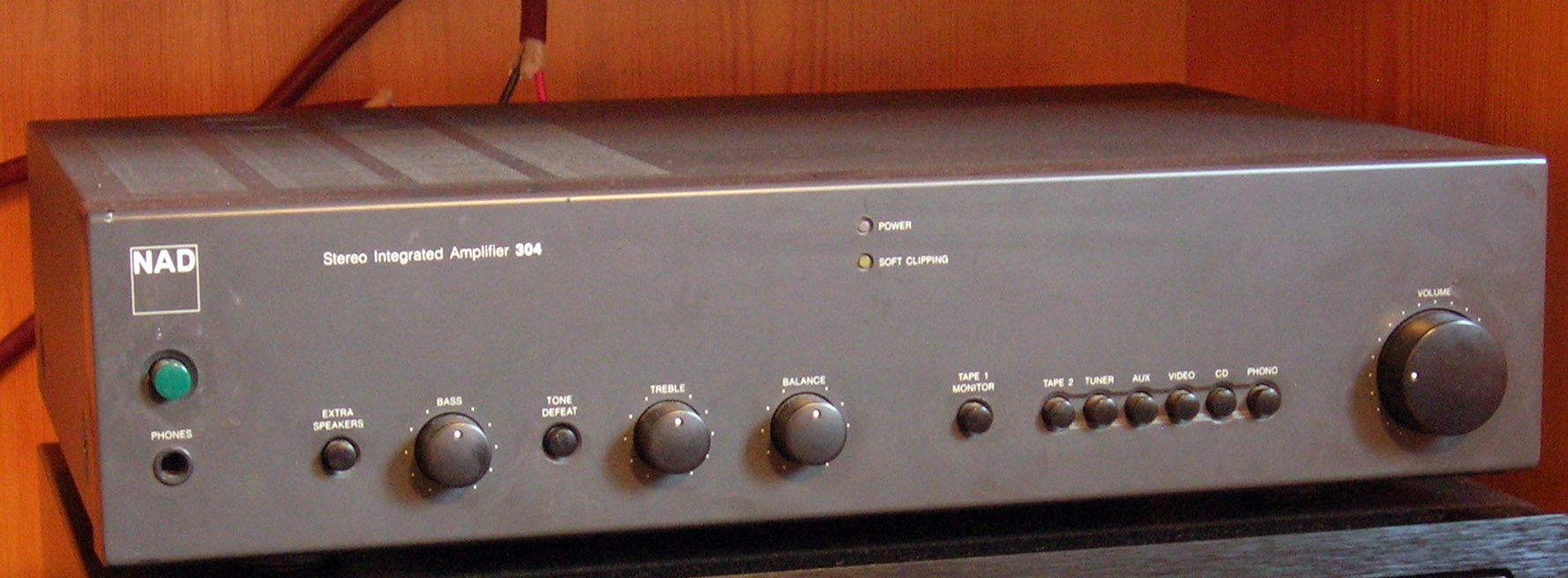
Vollverstärker NAD 304, 1993

Zur Erfüllung dieses Anspruchs wurden und werden alle Geräte nach klangrelevanten Kriterien optimiert und eher unwichtige, potenziell klangschädliche Ausstattungsmerkmale weggelassen. Dieses Vorgehen, das bald auch zu einem vergleichsweise schlichten Geräteäußeren führte (siehe insbesondere die Bilder NAD 3060 und NAD 304), entspricht dem Motto „Music first“ oder „Die Musik steht im Mittelpunkt“. Die Entwicklung der Geräte erfolgt heute in der kanadischen Zentrale, die Fertigung dagegen in verschiedenen Ländern.
Neben den klassischen, zweikanaligen Audiogeräten bietet NAD heute auch mehrkanalige Audio-Video-Geräte für Heimkino-Anlagen an, zu denen auch Mehrformatspieler für die hochwertigen Tonformate DVD-Audio und SACD gehören. In manchen Ländern, z. B. der Schweiz, sind auch NAD-Lautsprecher erhältlich, die mit Unterstützung von PSB Speakers, einem weiteren Unternehmen der Lenbrook-Gruppe, entwickelt wurden.

## Produkte

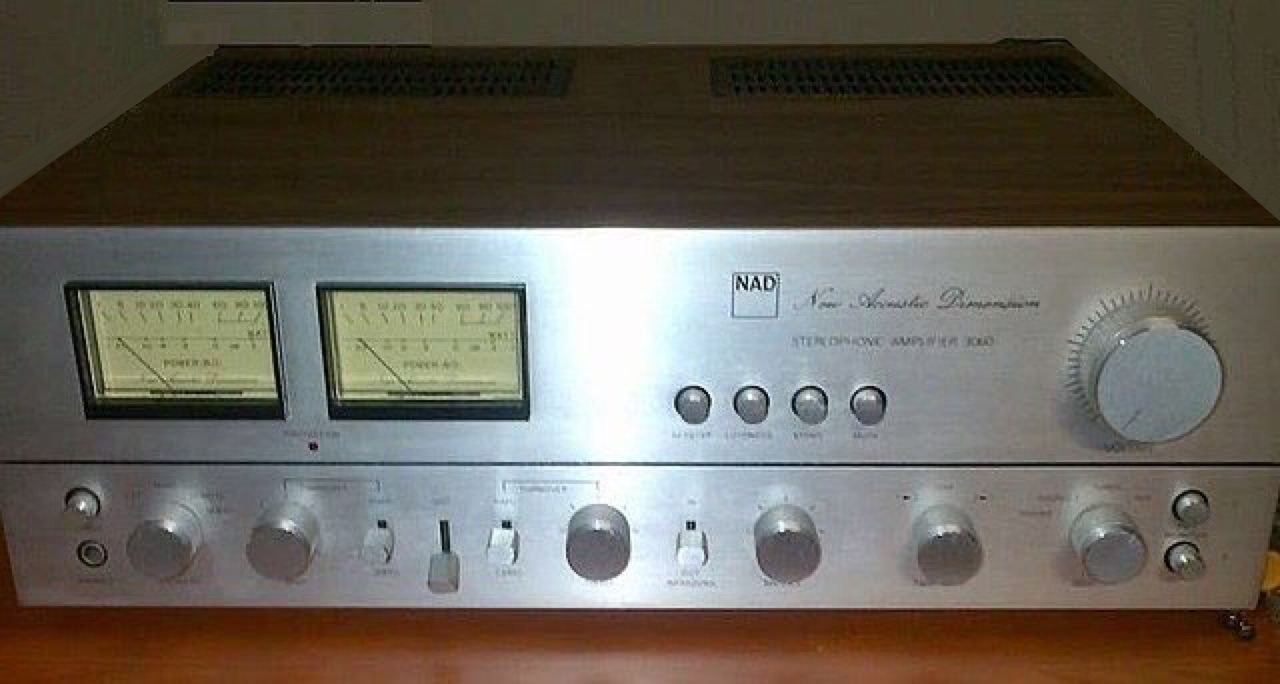
Vollverstärker NAD 3060, 1978
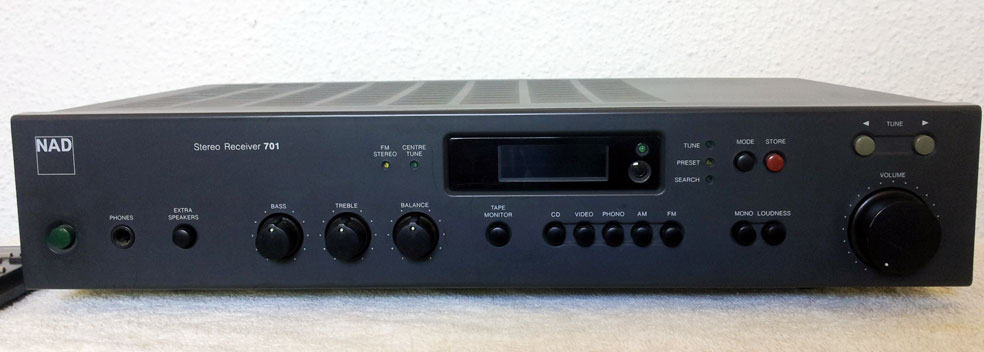
NAD 701 Receiver (1992–1994)
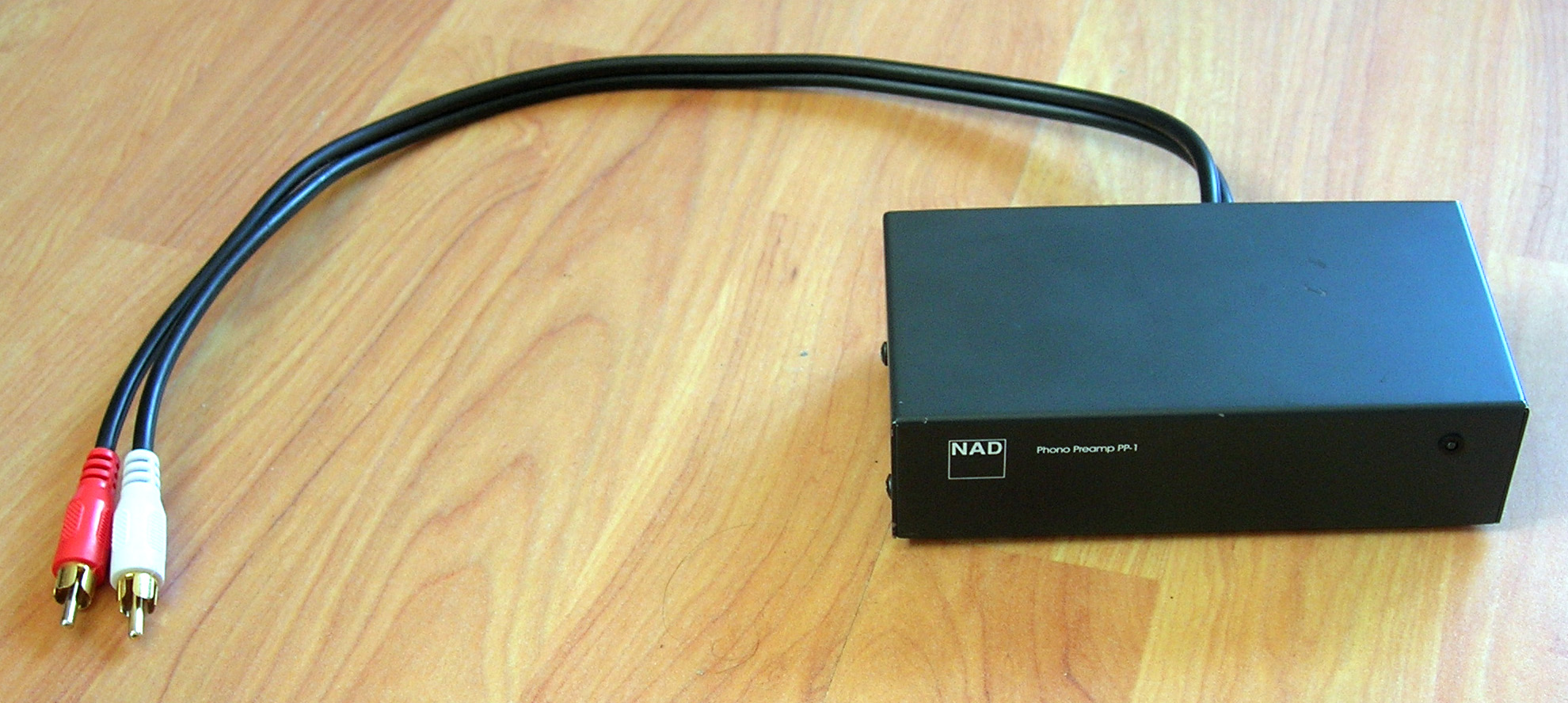
PP-1 kleiner Phonovorverstärker
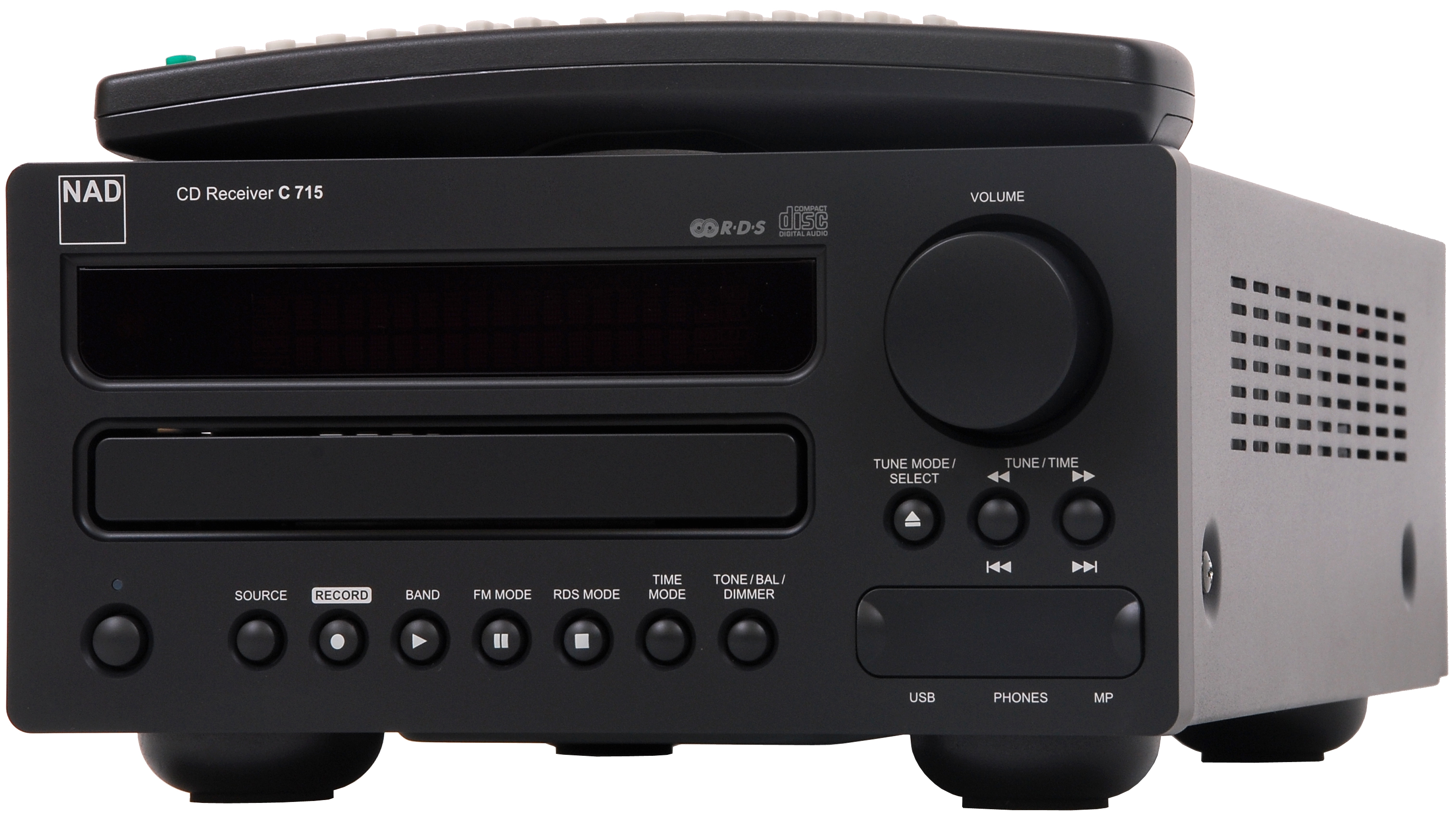
C 715 CD-Receiver (2007–2012)
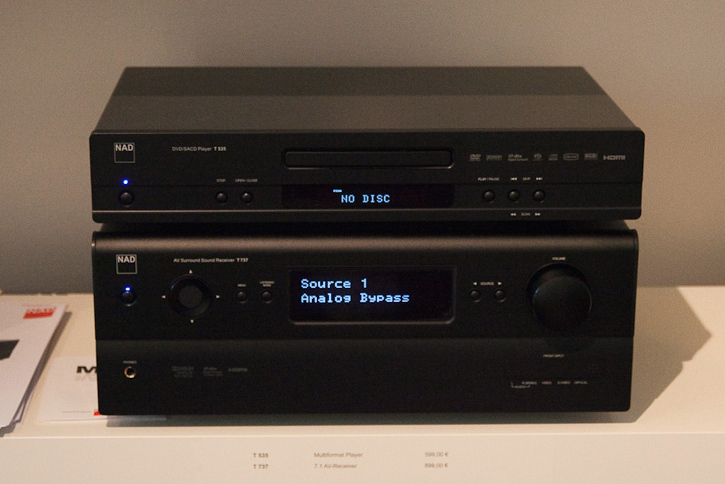
A/V-Komponenten, 2009